# J’me tire
J’me tire – singel Maître Gimsa, francuskiego rapera i wokalisty pochodzenia kongijskiego z jego debiutanckiego albumu Subliminal. Singiel został wydany 15 marca 2013 roku, a teledysk kręcony w dwóch sceneriach – górskiej i pustynnej – 10 kwietnia 2013.
„J’me tire” został sprzedany w 150 tysiącach egzemplarzy we Francji. Singel był notowany na listach przebojów: w Belgii (1. miejsce), Szwajcarii (17. miejsce) i Holandii (5. miejsce).